# Cultura de masses
La cultura de masses és un producte de la societat de consum en el món occidental. A principis del segle xx la cultura, la vida privada, el pensament, etc. van començar a ser fabricats a escala massiva i venuts en el mercat.
La cultura de masses aconsegueix fabricar a gran escala, amb tècniques i procediments industrials idees, somnis i il·lusions, estils personals, i fins a una vida privada en gran part producte d'una tècnica, subordinada a una rendibilitat, i a la tensió permanent entre la creativitat i l'estandardització; apta per a poder ser assimilada pel ciutadà de classe mitjana.
La cultura de masses és el desenvolupament d'un nou model en què es reforcen les diferències i les desigualtats amb estratègies i instruments mercadològics cada vegada més elaborats. La ciència i el coneixement es posen al servei de la producció d'uns valors i símbols estereotipats.
Els tres pilars fonamentals d'aquesta cultura són: una cultura comercial, una societat de consum i una institució publicitària.

## Principis[3]
La cultura de masses té uns principis interrelacionats sorgits de l'escissió entre producció i consum:
- Centralització del poder en tots els nivells (econòmic, polític, etc.)
- Uniformització dels productes per a consumidors semblants.
- Sincronització amb noves tècniques com la línia de muntatge i la producció en sèrie.
- Maximització de la productivitat: màxima producció a un menor cost i en un menor temps.
- Concentració poblacional, producte de la urbanització de la societat.

Sorgeix, així, el concepte d'indústria cultural, el cine i la ràdio no necessiten ja donar-se com a art, s'autodefineixen com a indústries.

## Caracterització analítica
És un producte típic adscrit a la denominada "societat de masses". És el funcionament paradigmàtic de tota cultura burgesa en l'actualitat, des del segle xx.
Pot entendre-se-la com a subproducte de la indústria organitzada de consum i com a xarxa àmpliament ramificada dels mitjans de comunicació social. Tals mitjans graviten sobre la consciència individual i en sentit ampli, sobre la consciència social. La publicitat ocupa un lloc preponderant per a assegurar pels membres de la comunitat la demanda dels productes de tal cultura de masses.
És tant un instrument de conservació i consolidació de les cultures nacionals donades, com un ens que encoratja una cosmovisió, un sentit de la vida, o un determinat estereotip d'educació.
Privilegia el comunitari en un afany presumptuosament "democràtic", no ajuda a un autèntic desenvolupament humà, no contribueix a enriquir espiritualment els individus i no contribueix, pel mateix, al seu perfeccionament moral ni a la consolidació d'una autèntica personalitat sostinguda.